# Россоха, Леонид Семёнович
Леонид Семёнович Россоха (24 февраля 1942, Зелёное, Сталинская область — 5 марта 2010, Баден-Баден, Баден-Вюртемберг) — советский художник.

## Биография
Родился в 24 февраля 1942 году в Украине, Донецкая область.
В 1964 окончил учёбу в Одесском театральном художественно-техническом училище в Одессе, а в 1980 году окончил художественно-графический факультет Одесского государственного педагогического института.
С 1964 по 1994 год работал в ТЮЗе, Украинском драматическом театре Одессы, художником-постановщиком на телевидение, художником-постановщиком на Одесской киностудии. С 1965 участвует в выставках дома и за рубежом, в качестве сценографа.
С 1978 года — член Союз художников, а с 1982 — член Союза театральных деятелей и киноискусства.
Лауреат Всероссийской премии за инсценировки «Малыш и Карлсон» и «Снежная королева». Поставил более ста пьес в театре и на телевидении и участвовал в создании более десяти фильмов.
В 1995 году эмигрировал в ФРГ. С 1996 год жил и работал в Баден-Бадене. С 2001 года — член Союза художников Германии.
В 2010 году умер в Баден-Бадене.
Участник персональных и групповых выставок в городах Украины, России, зарубежья: Одессе, Запорожье, Харькове, Киеве, Москве, Мальте, Неаполе, Барселоне, Майене, Карлсруе, Амберге, Страсбурге, Версале и др. Его работы находятся в Бахрушинском музее в Москве и театральном музее в Киеве, а также в частных коллекциях в Украине, России, Англии, Австралии, США, Канады, Италии, Испании, Франции, Германии, Израиле.